# Le Redoutable (U-Boot)
Le Redoutable (S 611) war das Typschiff der Redoutable-Klasse. Die 1971 in Dienst gestellte Le Redoutable (französisch für Der Furchterregende) war das erste Atom-U-Boot der französischen Marine.
Le Redoutable wurde 1991 außer Dienst gestellt und ist inzwischen das größte öffentlich ausgestellte Museums-U-Boot der Welt.

## Geschichte
Der Bau des U-Bootes wurde im März 1963 beschlossen. Das erste nuklear angetriebene U-Boot Frankreichs wurde ohne ausländische Hilfe eigenständig entwickelt. Nach 5-jähriger Bauzeit wurde der Neubau ab 1969 einer intensiven Erprobung unterzogen. Le Redoutable wurde am 1. Dezember 1971 von den französischen Nuklearstreitkräften in Dienst gestellt. Die Heimatbasis war die Île Longue vor Brest.
Das Boot war anfangs mit 16 M-1-Raketen bewaffnet, wurde aber bald mit den 700 km weiter reichenden M 2 ausgestattet. Beide Raketentypen hatten denselben atomaren Sprengkopf mit einer Ladung von 500 kT.
In den 1980ern wurde Le Redoutable modernisiert. Sie wurde mit M 20 Raketen ausgestattet. Diese Raketen besaßen einen neuen Sprengkopf mit einer Ladung von 1,2 MT. Die Sonar-Ausrüstung und die Elektronik wurden verbessert und das Boot befähigt, Exocet-Seezielflugkörper durch die Torpedoausstoßrohre zu verschießen. Das war die letzte Modernisierung des U-Bootes. Le Redoutable war das einzige U-Boot ihrer Klasse, das nicht mehr mit den ab 1985 eingeführten M4-Raketen bewaffnet wurde.
Le Redoutable wurde nach 20-jähriger Dienstzeit und 51 Patrouillen am 13. Dezember 1991 außer Dienst gestellt. Sie wird seit 2000 in der Cité de la mer in Cherbourg als Museumsschiff ausgestellt.

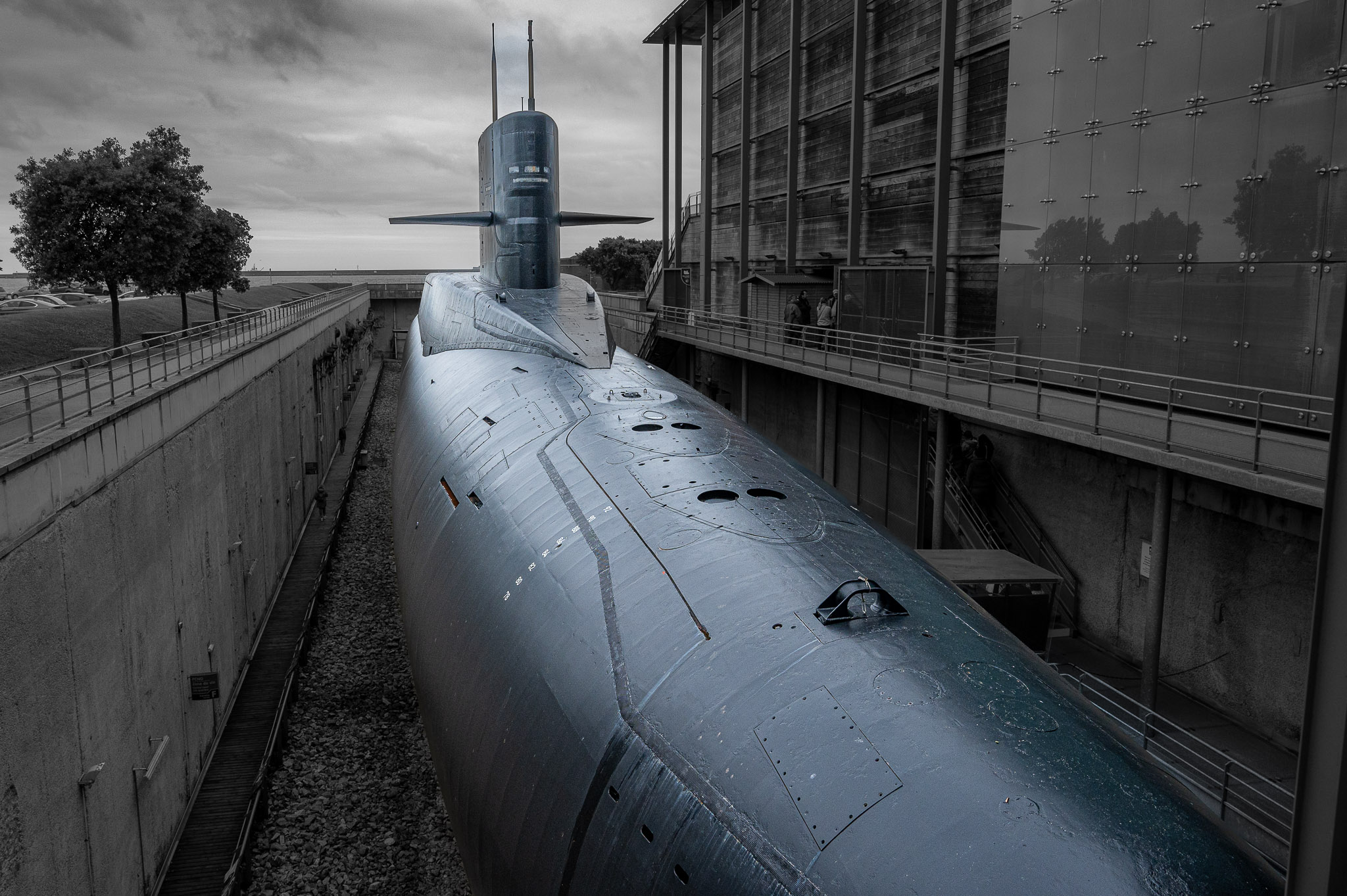
Außenansicht in „La Cité de la Mer“
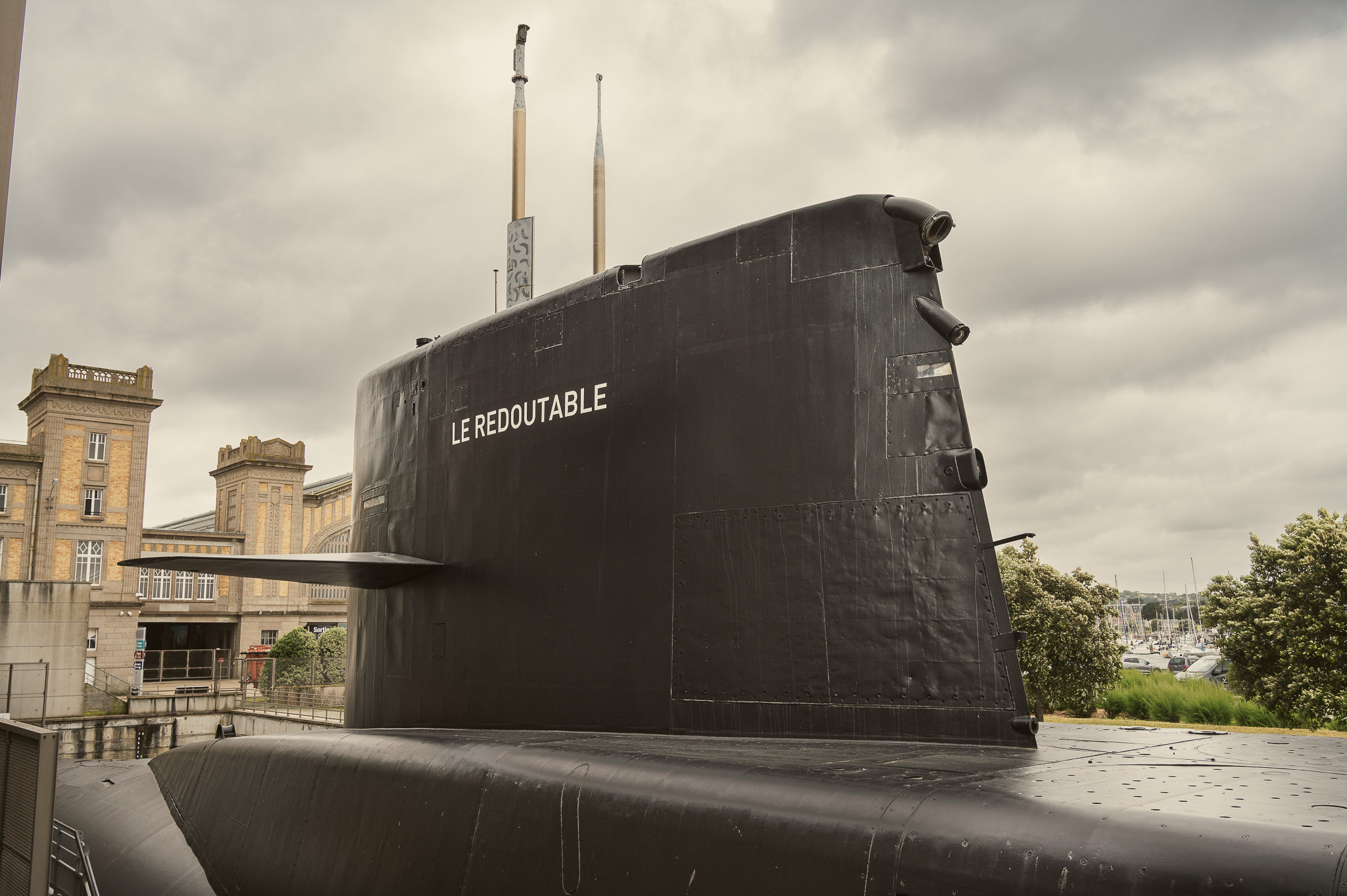
Der Turm
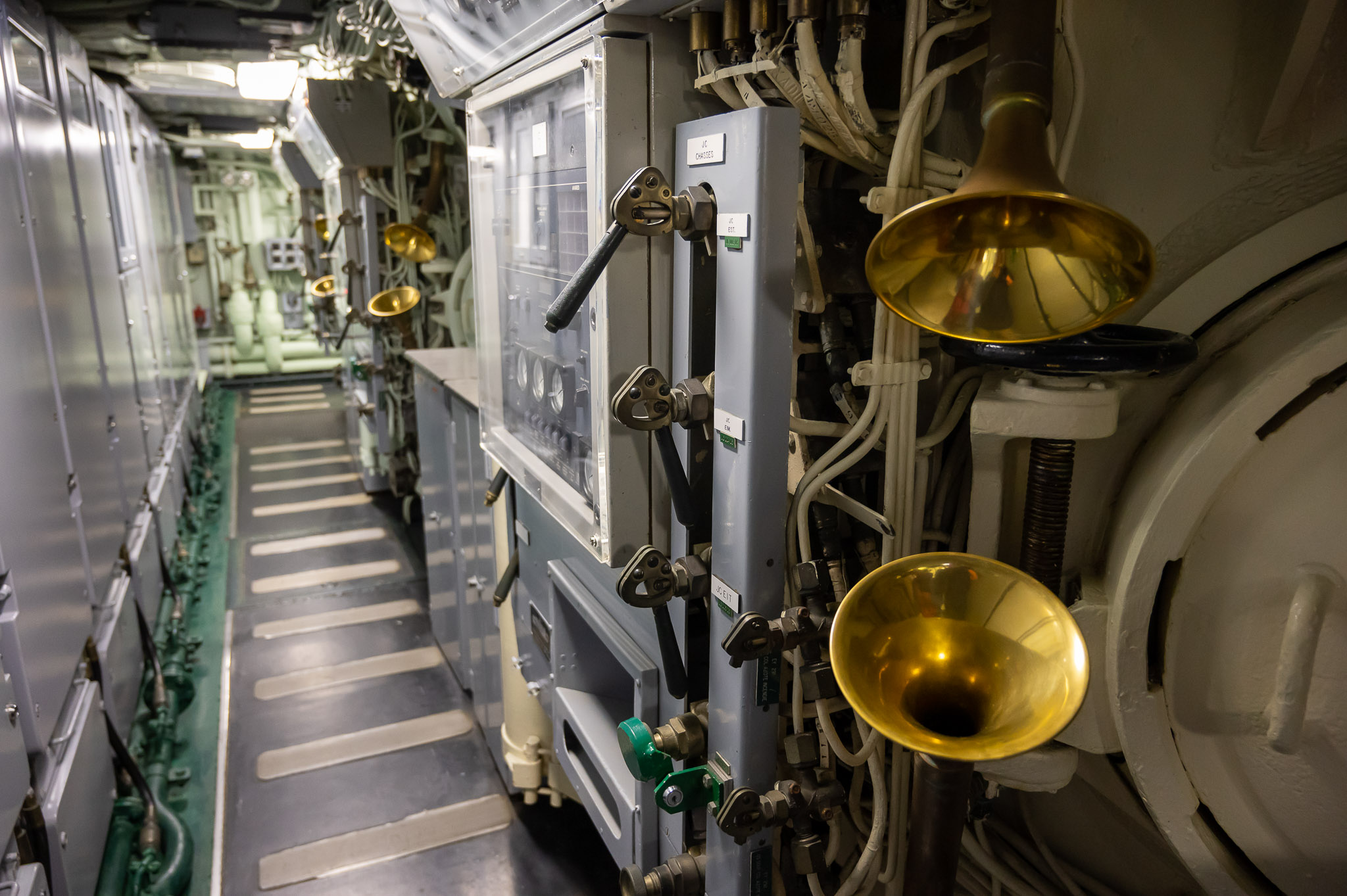
Innenraum
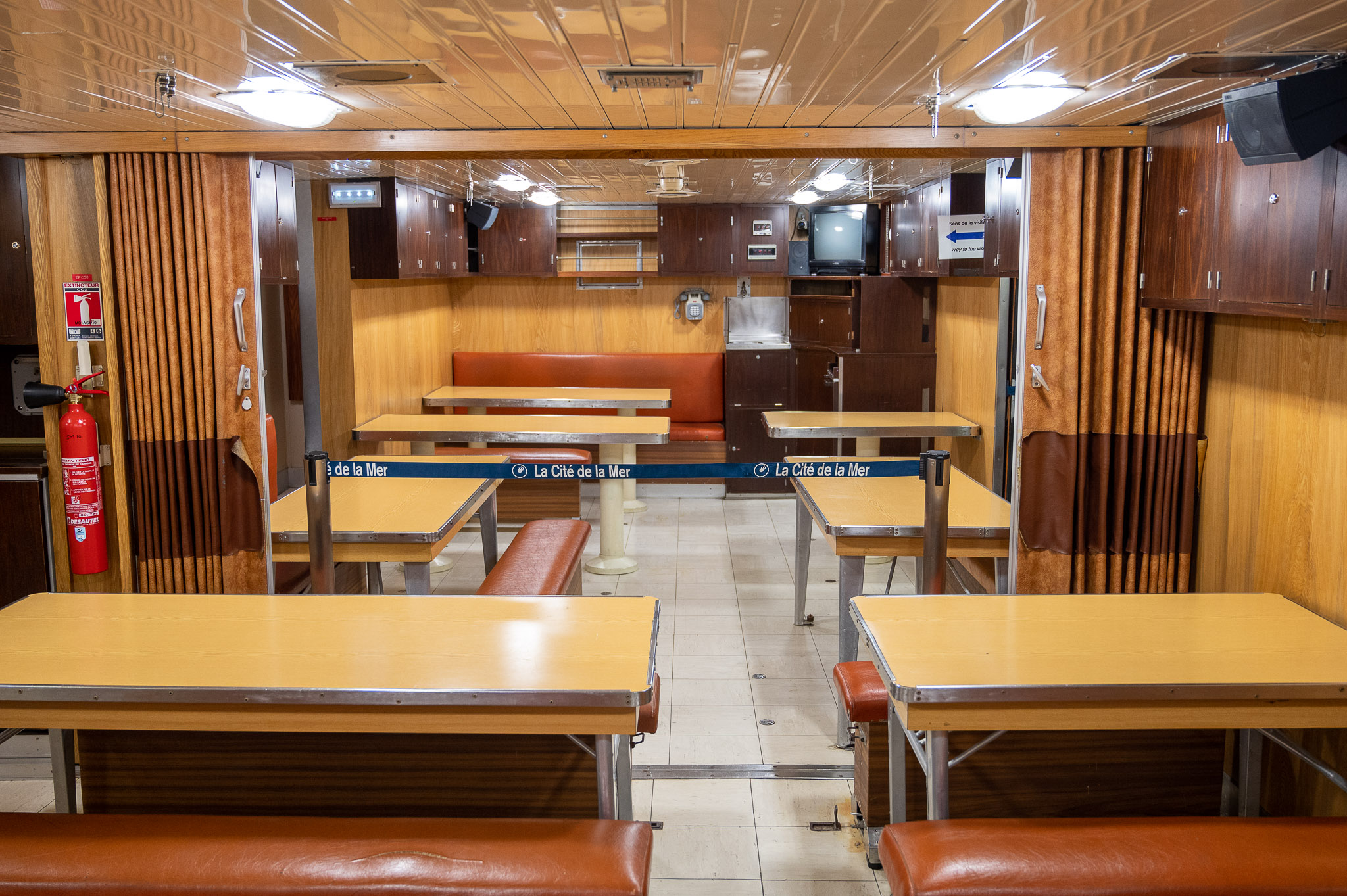
Kantine
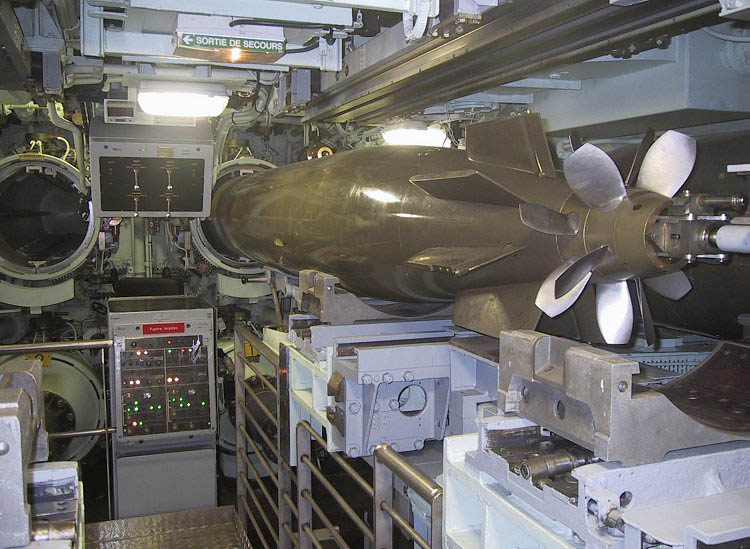
Torpedoraum